# Barnabas Bögle

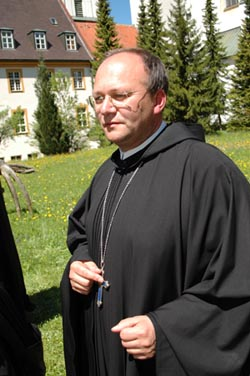
Barnabas Bögle OSB

„Praedicamus Christum Crucifixum“, Wappen von Barnabas Bögle OSB als Abt

Barnabas Bögle OSB (* 28. April 1957 in Rottenbuch, Landkreis Weilheim-Schongau als Thomas Bögle) ist der 38. Abt der Benediktinerabtei Ettal und des Klosters Wechselburg. Von 2009 bis 2021 war er Abtpräses der Bayerischen Benediktinerkongregation.

## Leben
Thomas Bögle besuchte bis zu seinem Abitur 1977 das Gymnasium des Klosters Ettal und war auch Zögling des Internates. 1980 trat er ins dortige Kloster ein, wo er den Ordensnamen Barnabas annahm, legte 1981 die Profess ab und studierte anschließend in Würzburg Katholische Theologie und Philosophie, anschließend in Regensburg Altphilologie. 1985 empfing er durch Franz Schwarzenböck das Sakrament der Priesterweihe. Auch als Abt ist er weiterhin als Lehrer für Latein, Katholische Religionslehre und Archäologie sowie als Präfekt (Erzieher) im Internat der Abtei tätig. Außerdem war er jahrelang Schriftleiter der Hauszeitschrift des Klosters „Ettaler Mandl“ und in verschiedenen Funktionen an der Leitung des Klosters beteiligt.
Am 27. Mai 2005 wurde Bögle zum 38. Abt von Ettal gewählt und gab sich den Wahlspruch Praedicamus Christum Crucifixum („Wir verkünden Christus als den Gekreuzigten“). Die Benediktion spendete ihm der Münchner Erzbischof Friedrich Kardinal Wetter am 11. Juli desselben Jahres.
Das Generalkapitel der Bayerischen Benediktinerkongregation wählte ihn am 9. September 2009 in Andechs zum Abtpräses der Kongregation.
Am 24. Februar 2010 legte Bögle infolge eines Missbrauchsskandals an der Klosterschule aufgrund einer „dringenden Bitte“ des Erzbistums München und Freising sein Amt mit sofortiger Wirkung nieder. Nach Abschluss der Visitation durch den als Apostolischen Visitator eingesetzten Altabt Pius Engelbert von Gerleve gab Kardinal Franc Rodé von der Kongregation für die Institute geweihten Lebens und für die Gesellschaften apostolischen Lebens im Juli 2010 an, dem Abt könne kein Fehlverhalten im Zusammenhang mit den Missbrauchsfällen vorgeworfen werden, so dass einer Rückkehr in sein Amt nichts entgegenstehe. Am 11. Juli 2010 wurde Bögle durch den Konvent wiedergewählt. Der Heilige Stuhl bestätigte die Wahl umgehend.
In seiner Funktion als Abtpräses war Bögle von 2016 bis 2021 zudem Abt-Administrator des Klosters Rohr.

## Wappen
Das Wappen von Abt Barnabas zeigt in der Mitte das Kreuz ausgehend von dem Wahlspruch Praedicamus Christum Crucifixum („Wir verkünden Christus den Gekreuzigten“) aus dem 1. Korintherbrief (1 Kor 1,23 ).
Der Abt soll nach der Weisung des heiligen Benedikt als Christi Stellvertreter im Kloster verstanden werden. Das Kreuz möchte auch auf die noch junge Ettaler Neugründung in Wechselburg (Sachsen) hinweisen. Die Basilika dort ist dem Heiligen Kreuz geweiht. Der Stern zu Füßen des Kreuzes erinnert an die biblische Maria, die in Ettal seit 1330 als Frau Stifterin verehrt wird. Ihr Symbol ist der Morgenstern, der Gläubige zu Christus hinführen soll. Die Wasserwelle verweist zunächst auf den Fluss Ammer, der Ettal und Rottenbuch, den Geburtsort des Abtes, verbindet, deutet aber auch auf das Sakrament der Taufe hin.